# オービル・ムーディ
オービル・ムーディー（Orville James Moody、1933年12月9日 - 2008年8月8日）は米国のプロゴルファーで、多数のトーナメントでの優勝実績を持つ。1969年の全米オープンでは、地区（ローカル）予選からセクショナル予選を経て勝ち上がり、本戦出場して優勝した20世紀最後のプレーヤーとなった。

## 若年期
オクラホマ州のチカシェイで 10 人兄弟の末っ子として生まれた。父親がゴルフ場の現場責任者だったこともあり、オクラホマシティーのキャピトルハイスクール在学時代の1952年には州のハイスクールゴルフ選手権に優勝している。オクラホマ大学に入学したが数週間在学しただけで米陸軍に入隊した。陸軍でもゴルフを続けることができ、そこで全軍のゴルフ大会で優勝、韓国オープンには3回優勝した。陸軍には14年間在籍し、陸軍の全ゴルフ場の運営や保全を管理統轄する地位にあった。

## プロゴルファーキャリア
1967年にPGAツアーに合格して陸軍を除隊。陸軍時代は軍曹 (sergeant) の地位にあったので、ツアー仲間からは「サージ (Serge)」と呼ばれた。
1969年以前には PGA ツアーにおいて特筆する実績はない。1969年のグレーターグリーンズボロオープン (Greater Greensboro Open) で4人によるプレーオフが行われた際の一人となったが、このときはジーン・リトラーに破れた。
同年6月の全米オープンはテキサス州ヒューストンのチャンピオンズゴルフクラブ（サイプレスクリークコース）で行われたが、ここでムーディーは前年優勝のリー・トレビノをして「とてつもないプレーヤー」と言わせる活躍をした。ムーディーはディーン・ビーマン、アル・ゲイバーガー、ボブ・ロスバーグの3人に1ストローク差の281で優勝した。この年（1969年）のPGAプレーヤーオブザイヤーになった。また、この優勝により、終身シード権を取得した。
現役中合計266の大会に出場したが、この1969年の全米オープン優勝がムーディーとしてのPGAツアーでの唯一の勝利となった（2位が5回）。日本のツアーに参加したりもしたが、最終的にはテキサス州のサルファースプリングスにクラブプロの職を得た。プロとしての初期の時代にはパッティングに難があったという。
シニアPGAツアー（現在はチャンピオンズツアー）に出場するようになって以降は人が変わったように活躍した。50歳になって最初の5試合で3回優勝を果たし、その年の賞金ランク5位になった。最終的にはシニアPGAツアーで11勝した。1989年、全米シニアオープンに優勝し、4人目の全米オープンと全米シニアオープン両方の優勝者となった。ムーディーはシニア入りしてから長尺のパターを使うようになり、これが好成績につながった。
1995年のシーズン前には心臓バイパス手術を受けたが29試合に出場した。

## 晩年
2007年まではチャリティその他のゴルフイベントでプレーしていたが、2008年に以前より患っていた脳卒中や多発性骨髄腫の合併症によりテキサス州アレンで亡くなった。妻ビバリー、息子及び3人の娘、8人の孫に看取られた。

## プロでの勝利（28）

### PGAツアーの勝利（1）
| 番号 | 日付           | トーナメント | 優勝スコア              | 2位との打数差 | 準優勝                                                 |
| ---- | -------------- | ------------ | ----------------------- | ------------- | ------------------------------------------------------ |
| 1    | 1969年 6月15日 | 全米オープン | +1（71-70-68-72 = 281） | 1ストローク   | ディーン・ベマン、 アルガイベルガー、 ボブ・ロスバーグ |

PGAツアーのプレーオフ記録（0–2）
| 番号 | 年   | トーナメント                     | 相手                                                     | 結果                                                                           |
| ---- | ---- | -------------------------------- | -------------------------------------------------------- | ------------------------------------------------------------------------------ |
| 1    | 1969 | グレーターグリーンズボロオープン | ジュリアス・ボロス、 ジーン・リトラー、 トム・ワイスコフ | リトラーが5番ホールでバーディーを取り勝利 ワイスコフが最初のホールをパーで脱落 |
| 2    | 1973 | Bing Crosby Pro-Am               | レイモンド・フロイド、 ジャック・ニクラウス              | ニクラウスが最初のホールをバーディーで勝利                                     |

### その他の勝利（8）
このリストは不完全です
- 1958 コリアオープン
- 1959 KPGAチャンピオンシップ、コリアオープン
- 1960 コリアオープン
- 1966 KPGAチャンピオンシップ
- 1969 ワールドシリーズオブゴルフ
- 1971 ハッサンIIゴルフトロフィー、香港オープン

### シニアPGAツアー優勝（11）
| 番号 | 日付            | トーナメント                                           | 優勝スコア                          | 2位との打数差 | 準優勝                                                       |
| ---- | --------------- | ------------------------------------------------------ | ----------------------------------- | ------------- | ------------------------------------------------------------ |
| 1    | 1984年 4月8日   | デイトナビーチシニアゴルフクラシック                   | –3（70-74-69 = 213）                | プレーオフ    | アーノルドパーマー、 ダン・シークス                          |
| 2    | 1984年 5月6日   | MONYシニアトーナメントオブチャンピオンズ               | イーブンパー（71-75-70 = 72 = 288） | 7ストローク   | ダン・シークス                                               |
| 3    | 1987年 8月16日  | ランチョムリエタシニアゴールドラッシュ                 | –11（69-67-69 = 205）               | 2ストローク   | ブッチベアード                                               |
| 4    | 1987年 12月13日 | GTEカアナパリクラシック                                | –12（65-67 = 132）                  | 3ストローク   | ジョン・ブロディ                                             |
| 5    | 1988年 3月6日   | ビンテージクライスラーインビテーショナル               | –25（66-64-70-63 = 263）            | 11ストローク  | アルガイベルガー、 ハロルド・ヘニング                        |
| 6    | 1988年 6月5日   | シニアプレーヤーリユニオンプロアム                     | –10（70-70-66 = 206）               | プレーオフ    | ボブ・チャールズ、 ドン・マッセンゲール、 ボビー・ニコルズ   |
| 7    | 1988年 8月21日  | グレーターグランドラピッズオープン                     | –7（68-65-70 = 203）                | 1ストローク   | チック・エヴァンス、 ゲイリープレーヤー、 チーチーロドリゲス |
| 8    | 1989年 6月11日  | マツダシニアトーナメントプレーヤーズチャンピオンシップ | -17（67-69-64-71 = 271）            | 2ストローク   | チャールズ・クーディ                                         |
| 9    | 1989年 7月2日   | 全米シニアオープン                                     | –9（72-73-64-70-279）               | 2ストローク   | フランク・ビアード                                           |
| 10   | 1991年 6月23日  | PaineWebber Invitational                               | –9（69-68-70 = 207）                | 1ストローク   | ディック・ヘンドリクソン                                     |
| 11   | 1992年 8月30日  | フランクリンショーダウンクラシック                     | –7（70-67 = 137）                   | プレーオフ    | ボブ・ベットリー                                             |

シニアPGAツアープレーオフ記録（3–4）
| 番号。 | 年   | トーナメント                                     | 相手                                                       | 結果                                                                |
| ------ | ---- | ------------------------------------------------ | ---------------------------------------------------------- | ------------------------------------------------------------------- |
| 1      | 1984 | デイトナビーチシニアゴルフクラシック             | アーノルドパーマー、 ダン・シークス                        | プレーオフ2ホール目でバーディー                                     |
| 2      | 1985 | シチズンズユニオンシニアゴルフクラシック         | リー・エルダー、 ダン・シークス、 ウォルト・ゼンブリスキ   | プレーオフ3ホール目でエルダーがバーディー ムーディは2番ホールで敗退 |
| 3      | 1988 | シニアプレーヤーリユニオンプロアム               | ボブ・チャールズ、 ドン・マッセンゲール、 ボビー・ニコルズ | 最初のホールをバーディーで優勝                                      |
| 4      | 1989 | 南西ベルクラシック                               | ボビー・ニコルズ                                           | ニコルズがプレーオフ3ホール目でバーディー                           |
| 5      | 1989 | ノースビルロングアイランドクラシック             | ブッチベアード、 フランクビアード、 ドン・ビース           | ベアードがプレーオフ最初のホールをバーディーで勝利                  |
| 6      | 1989 | ガトリンブラザーズサウスウェストシニアクラシック | ジョージアーチャー、 ジミー・パウエル                      | アーチャーはプレーオフ2ホール目をパーで勝利                         |
| 7      | 1992 | フランクリンショーダウンクラシック               | ボブ・ベットリー                                           | プレーオフ8ホール目でバーディーでムーディが勝利                     |

シニアメジャーチャンピオンシップは太字で示される。

### その他のシニア勝利（8）
- 1984ヴァイスロイパナマオープン
- 1987 Liberty Mutual Legends of Golf （with Bruce Crampton ）
- 1988 Liberty Mutual Legends of Golf （with Bruce Crampton ）
- 1995 Liberty Mutual Legends of Golf -Legendary Division（with Jimmy Powell ）
- 1996 Liberty Mutual Legends of Golf -Legendary Division（with Jimmy Powell ）
- 1999 Liberty Mutual Legends of Golf -Legendary Division（with Jimmy Powell ）
- 2005 リバティミューチュアルレジェンドオブゴルフ -デマレ部門（ ジミーパウエルと ）
- 2006 リバティミューチュアルレジェンドオブゴルフ -デマレットディビジョン（with ジミーパウエル ）

## メジャー優勝

### 勝ち（1）
| 年   | チャンピオンシップ | 54ホール終了時スコア差 | 優勝スコア              | 2位との打数差 | 準優勝                                                 |
| ---- | ------------------ | ---------------------- | ----------------------- | ------------- | ------------------------------------------------------ |
| 1969 | 全米オープン       | -3打差                 | +1（71-70-68-72 = 281） | 1ストローク   | ディーン・ベマン、 アルガイベルガー、 ボブ・ロスバーグ |

### 結果のタイムライン
| トーナメント               | 1962     | 1963 | 1964 | 1965 | 1966 | 1967 | 1968 | 1969 |
| -------------------------- | -------- | ---- | ---- | ---- | ---- | ---- | ---- | ---- |
| マスターズトーナメント     |          |      |      |      |      |      |      |      |
| 全米オープン               | 予選落ち |      |      |      |      |      |      | 1    |
| オープンチャンピオンシップ |          |      |      |      |      |      |      | T16  |
| PGAチャンピオンシップ      |          |      |      |      |      |      |      | T7   |

| トーナメント               | 1970     | 1971年   | 1972     | 1973     | 1974 | 1975     | 1976 | 1977 | 1978 | 1979     | 1980     |
| -------------------------- | -------- | -------- | -------- | -------- | ---- | -------- | ---- | ---- | ---- | -------- | -------- |
| マスターズトーナメント     | T18      | T20      | 予選落ち | 予選落ち | 44   |          |      |      |      |          |          |
| 全米オープン               | 予選落ち | T27      | T15      | 予選落ち |      | 予選落ち |      |      |      |          |          |
| オープンチャンピオンシップ | 予選落ち |          |          |          |      |          |      |      | T11  | T19      | 予選落ち |
| PGAチャンピオンシップ      | T41      | 予選落ち | 途中棄権 | T30      |      |          |      |      |      | 予選落ち |          |

予選落ち =本戦2日目までのスコアでの予選落ち（1970年と1980年の全米オープンでは3日目の予選落ち）
WD =途中棄権
「T」=タイ

### 概要
| トーナメント               | 優勝 | 2位 | 3位 | トップ5 | トップ10 | トップ25 | 総出場回数 | 予選落ち回数 |
| -------------------------- | ---- | --- | --- | ------- | -------- | -------- | ---------- | ------------ |
| マスターズトーナメント     | 0    | 0   | 0   | 0       | 0        | 2        | 5          | 3            |
| 全米オープン               | 1    | 0   | 0   | 1       | 1        | 2        | 7          | 3            |
| オープンチャンピオンシップ | 0    | 0   | 0   | 0       | 0        | 3        | 5          | 3            |
| PGAチャンピオンシップ      | 0    | 0   | 0   | 0       | 1        | 1        | 6          | 3            |
| 合計                       | 1    | 0   | 0   | 1       | 2        | 8        | 23         | 12           |

- 連続予選落ち回数 – 4（1969全米オープン– 1970マスターズ）
- 連続トップ10入賞 – 1（2回）

## チャンピオンズツアーでのメジャー大会

### 勝利（2）
| 年   | 大会名                                                 | 優勝スコア               | 2位との打数差 | 準優勝               |
| ---- | ------------------------------------------------------ | ------------------------ | ------------- | -------------------- |
| 1989 | マツダシニアトーナメントプレーヤーズチャンピオンシップ | -17（67-69-64-71 = 271） | 2ストローク   | チャールズ・クーディ |
| 1989 | 全米シニアオープン                                     | -9（72-73-64-70 = 279）  | 2ストローク   | フランク・ビアード   |

## 米国代表チームへの参加
プロフェッショナル
- ワールドカップ ：1969（勝者）

## 参照
1. ↑  “U.S. Open Records - The Last Time It Happened”.   USGA. 2014年7月8日閲覧。
2. 1 2  Goldstein, Richard (2008年8月11日). “Orville Moody, 74, Winner of the U.S. Open, Dies”. The New York Times
3. 1 2 3  “Orville Moody bio”.   Oklahoma Sports Hall of Fame. 2014年7月8日閲覧。
4. ↑  “Littler gets prize in golf playoff”. Lewiston Morning Tribune. Associated Press (Lewiston, Idaho):  p. 11. (1969年4月6日)
5. ↑  “U.S. Open History – Past Champions – 1969”.   USGA. 2014年7月8日閲覧。
6. ↑  この年までは、全米オープンと全米プロの優勝者には終身シード権が与えられていた。翌1970年からはシード権が10年に短縮され、その年に全米プロを制したデーヴ・ストックトンは｢あと1年メジャーに勝っていればな･･･｣と悔やんでいた。
7. 1 2  “1969 U.S. Open champion Orville Moody dies”.   Golf.com (2008年8月8日). 2014年7月8日閲覧。